# ریشمون
ریشمون (به آلمانی: Richemont) شرکت هلدینگ کالای لوکس سوئیسی است، که در سال ۱۹۸۸ توسط یوهان روپرت؛ تاجر اهل آفریقای جنوبی تأسیس شد.
این شرکت از طریق شعب مختلف و شرکت‌های تابعه خود در زمینه طراحی، تولید، توزیع و فروش جواهرات، انواع ساعت و خودکار، سلاح گرم، محصولات چرمی، انواع پوشاک و لوازم جانبی فعالیت می‌کند. ریشمون یک شرکت سهامی عام است، که بخشی از سهام آن در بازارهای بورس سیکس سوئیس و بورس ژوهانسبورگ دادوستد می‌شود.
شرکت ریشمون در نوامبر ۲۰۱۲ با توجه به میزان ارزش بازار، در رتبه ششم از بزرگ‌ترین شرکت‌های شاخص بازار سوئیس قرار گرفت. این شرکت در رتبه‌بندی سال ۲۰۰۹ پس از شرکت‌های ال و ام هاش و پی‌پی‌آر، به‌عنوان سومین شرکت ارائه‌کننده کالاهای لوکس جهان شناخته شد.
از شرکت‌ها و برندهای زیرمجموعه گروه ریشمون می‌توان به پیاژه، کارتیه، کلوئه، واشرون کنستانتین، آلفرد دانهیل، پانرای و مون‌بلان اشاره نمود.